# Miles! Miles! Miles!
Miles! Miles! Miles!  è un album di Miles Davis pubblicato esclusivamente in Giappone nel 1981. L'album contiene le registrazioni del concerto del 4 ottobre 1981 a Tokyo e documenta una delle prime apparizioni dal vivo di Davis dopo il periodo di inattività iniziato dalla fine del 1975 e terminato nei primi mesi del 1980.

## Tracce
- Le tracce sono composte da Miles Davis; eccetto dove indicato

Lato uno
1. JBack Seat Betty
2. Ursula
3. My Man's Gone Now (DuBose Heyward, George Gershwin)

Lato due
1. Aida

Lato tre
1. Fat Time
2. Jean Pierre

## Formazione
- Miles Davis - tromba
- Marcus Miller - basso elettrico fender
- Bill Evans -  sax soprano
- Mike Stern - chitarra elettrica
- Al Foster - batteria
- Mino Cinelu - percussioni